# Keren Mor
Pour les articles homonymes, voir Mor (homonymie).
Keren Mor (hébreu : קרן מור) est une actrice israélienne, née à Bat Yam le 30 décembre 1964.

## Biographie
Elle étudie à l’École de théâtre de Nissan Nativ à Tel Aviv.

## Filmographie partielle
- 1987 : Aba Ganuv
- 1990 : Shuroo de Savi Gabizon
- 1993-1997 : Hahamishia Hakamerit
- 2004-2009 : Ktsarim
- 2018 : Un tramway à Jérusalem d'Amos Gitaï